# Хэдли, Рид
Рид Хэдли (англ. Reed Hadley), имя при рождении Рид Берт Херринг (англ. Reed Bert Herring) (25 июня 1911 года — 11 декабря 1974 года) — американский актёр радио, кино и телевидения, более всего известный своими работами в фильмах 1940-х годов.
За свою карьеру Хэдли сыграл более чем в 100 фильмах, среди них «Сражающийся легион Зорро» (1939), «Банковский сыщик» (1940), «Приключения капитана Марвела» (1941), «Вперёд, путешественник» (1942), «На одном крыле и молитве» (1944), «Бог ей судья» (1945), «Тёмный угол» (1946), «Капитан из Кастильи» (1947), «Я застрелил Джесси Джеймса» (1949) и «Аризонский барон» (1950). Хэдли был не менее известен как закадровый рассказчик таких полудокументальных фильмов нуар, как «Дом на 92-й улице» (1945), «Дом 13 по улице Мадлен» (1946), «Бумеранг!» (1947), «Агенты казначейства» (1947), «Кэньон-Сити» (1948) и «Идти преступным путём» (1948).
На телевидении Хэдли был известен исполнением главных ролей в сериалах «Отряд по борьбе с мошенничеством» (1951-53) и «Общественный защитник» (1954-55).

## Ранние годы и начало карьеры
Рид Хэдли, имя при рождении Рид Берт Херринг, родился 25 июня 1911 года в городе Петролиа, штат Техас. Часто переезжая с места на место из-за работы его отца-бурильщика, Хэдли успел поучиться в школах в Коламбиане, Огайо, и в Буффало, Нью-Йорк, где впервые заинтересовался драматическим искусством. После окончания школы Хэдли поступил в Университет Буффало, намереваясь заняться юриспруденцией, но из-за финансовых сложностей был вынужден оставить учёбу после первого года, направив всё своё внимание и энергию на актёрскую игру. Днём Хэдли работал полотёром в местном универсальном магазине, а по вечерам занимался в студии городского театра Буффало. В 1930-е годы он начал работать на радио, где его самой известной работой стала роль героя Реда Райдера в радиосериале-вестерне.
В 1936 году Хэдли (ещё как Херринг) приехал в Нью-Йорк, где стал играть роли Бернардо и Фортинбраса в хитовой бродвейской постановке трагедии «Гамлет» (1936-37) с Джоном Гилгудом в главной роли. Когда спектакль закрыли, Хэдли использовал свой глубокий, хорошо поставленный голос для получения работы на радио. Он стал играть главные роли в таких радиосериалах, как «Серебряный театр», «Кавалькада Америки» и «Большой город». Одновременно Хэдли продолжал театральную карьеру, работая в театрах Маунт Киско и Рочестера в шате Нью-Йорк, а также Мэдисона в штате Коннектикут, где сыграл в спектаклях «Смерть уходит в отпуск», «Окаменелый лес», «Весенний танец» и других.

## Карьера в кино
С конца 1930-х годов Хэдли начал работать в кино, дебютировав в Голливуде в спортивном детективе «Загадка голливудского стадиона» (1938). В том же году он снялся в мелодраме «Беженка» (1938), в вестерне с Биллом Эллиотом «Великие приключения Дикого Билла Хикока» (1938) и криминальной мелодраме «Вызов доктора Килдэра» (1939) Лайонелом Бэрримором и Лью Эйрсом. 

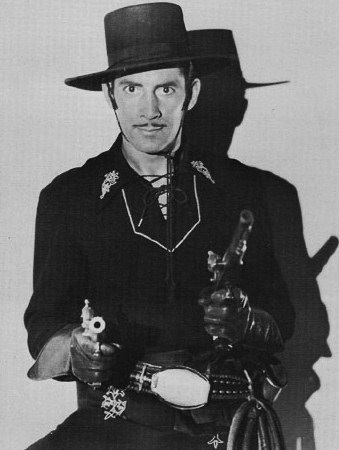
Рид Хэдли в фильме «Сражающийся легион Зорро» (1939)

В 1939 году Хэдли исполнил заглавную роль в приключенческом киносериале студии Republic Pictures «Сражающийся легион Зорро» (1939), который состоял из 12 эпизодов общей продолжительностью 3 часа 32 минуты. Год спустя у него была небольшая роль голливудского кумира в криминальной комедии «Банковский сыщик» (1940) с У. К. Филдсом, также он сыграл в мелодраме «Я беру эту женщину» (1940) со Спенсером Трейси и Хэди Ламарр. Затем последовали популярный мюзикл «Девушка Зигфелда» (1941) с Джуди Гарленд и Ланой Тёрнер и классическая сентиментальная мелодрама «Вперёд, путешественник» (1942) с Бетт Дейвис.
В 1943 году Хэдли подписал контракт с кинокомпанией 20th Century Fox, где благодаря своему выдающемуся голосу стал пользоваться большой популярностью как закадровый рассказчик на большом экране. Его голос за кадром звучит в частности в таких фильмах, как «Дневник Гуадалканала» (1943), «Буффало Билл» (1944) и «Последняя бомба» (1945). Как отмечает историк кино Карен Хэннсберри, «закадровый голос актёра также стал неотъемлемой частью многих фильмов нуар», среди них «Дом на 92-й улице» (1945), «Улица Мадлен, 13» (1946), «Агенты казначейства» (1947), «Он бродил по ночам» (1948), «Идти преступным путём» (1948), «Кэнон-Сити» (1948) и «Убийца, запугавший Нью-Йорк» (1950). В каждом из этих фильмов Хэдли «выдавал свой знакомый официальный тон, который так хорошо подходил к фильмам нуар, которые сделаны в документальном стиле».

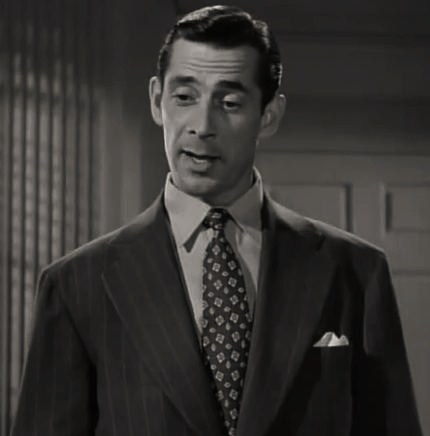
Рид Хэдли в фильме «Шок» (1946)

Одновременно он продолжал появляться на экране в таких картинах, как музыкальная комедия «Остров радуги» (1944) с Дороти Ламур, гангстерский биопик «Роджер Туи, гангстер» (1944) и военный боевик «На одном крыле и молитве» (1944) с Доном Амичи, а также мюзикл «Бриллиантовая подкова» (1945) с Бетти Грейбл. Перед камерой Хэдли сыграл также в таких фильмах нуар, как «Бог ей судья» (1945), где был врачом, «Тёмный угол» (1946), где предстал в образе лейтенанта полиции, «Шок» (1946), где был прокурором, и «Дублон Брашера» (1947), где он снова был врачом. Его наиболее содержательная роль из этих фильмов была в картине «Тёмный угол». Некоторые критики обратили на его работу внимание, среди них Джеймс О’Фаррелл из Los Angeles Examiner, который написал: «Рид Хэдли, играя неизбежного „штабного офицера“, предлагает искреннее прочтение своей роли, придавая ей огня и немного оригинальности».

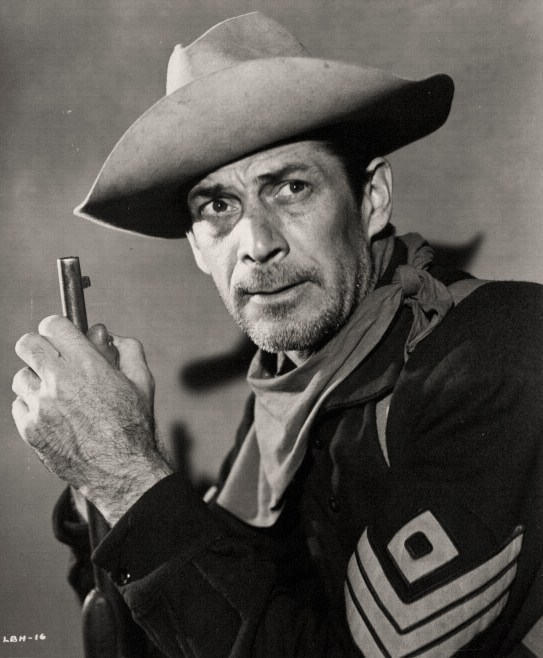
Рид Хэдли в фильме «Маленький большой рог» (1951)

Во второй половине 1940-х годов он сыграл в нескольких вестернах, самые заметные среди которых — «Выступ» (1948), «Я застрелил Джесси Джеймса» (1949) с Престоном Фостером и «Патрон» (1949). В первой половине 1950-х годов Хэдли продолжал играть преимущественно в вестернах, включая такие заметные картины, как «Аризонский барон» (1950) с Винсентом Прайсом и «Даллас» (1950) с Гэри Купером, «Маленький большой рог» (1951), «Канзас Пасифик» (1953) со Стерлингом Хэйденом и «Женщина, которую почти линчевали» (1953).
После 1956 года Хэдли сыграл всего семи фильмах, причём в двух из них он был закадровым рассказчиком — «Перестрелка у ручья Команчи» (1964) и «Сказочные ублюдки из Чикаго» (1969). В 1969 году Хэдли сыграл небольшую роль в гангстерской драме Роджера Кормана «Резня в день Святого Валентина» (1967). Как заметил киновед Хэл Эриксон, «принимая во внимание, что главным богатством Хэдли был его глубокий убедительный голос, парадоксально, что в этом фильме он получил роль без слов». Последний раз Хэдли появился в кино в фантастическом фильме ужасов «Кровавый мозг» (1972), сыграв умершего арабского лидера, мозг которого трансплантируют в тело другого человека. Как отметила Хэннсберри, «вряд ли эта роль была адекватным завершением его достойной карьеры».

## Карьера на телевидении

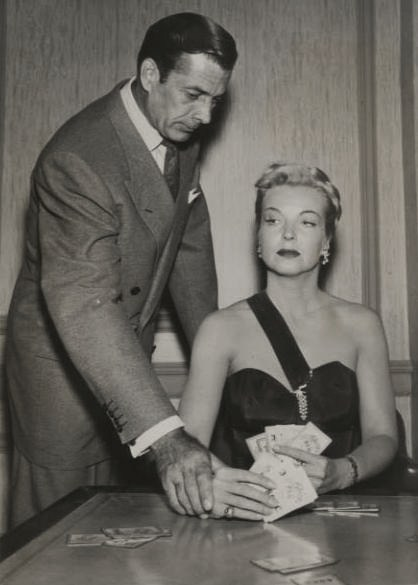
Рид Хэдли и Хилари Брук в телесериале «Отряд по борьбе с мошенничеством» (1953)

С началом 1950-х годов Хэдли стал работать преимущественно на телевидении. В 1951-53 годах он был закадровым рассказчиком и исполнителем главной роли в 98 эпизодах криминального телесериала «Отряд по борьбе с мошенничеством» (1950-53). В этом сериале Хэдли играл роль капитана Джона Брэддока, который руководит отделом по разоблачению различных видов мошенничеств, а в финале каждой серии даёт зрителю совет, как избежать подобного мошенничества. Как отметил один критик, сладкоречивый Хэдли в роли капитана Брэддока «никогда не брался на тяжёлую грязную работу и ни разу не приласкал любимую».
В 1954-55 годах Хэдли играл сходную роль в 71 эпизоде сериала «Общественный защитник», который выходил в эфир на протяжении 39 недель. В этом сериале Хэдли предстал в образе твёрдого и упорного адвоката Барта Мэтьюза, который осуществляет защиту тех, кто не в состоянии оплатить адвокатские услуги.
Помимо этого, Хэдли был гостевой звездой множества сериалов, среди них «Караван повозок» (1958), «Беспокойное оружие» (1958-59, 2 эпизода), «Бат Мастерсон» (1958), «Сыромятная плеть» (1959), «Перри Мейсон» (1964) и «Зелёные просторы» (1969).

## Актёрское амплуа и оценка карьеры
Как написал один из кинокритиков, Хэдли обладал «мальчишеской, обезоруживающей, манящей улыбкой» и «сексуальным, крепким мужским началом», однако, по словам Хэннсберри, «он был известен не только своей красотой, но и своим выдающимся голосом».
Высокий (193 см) и худощавый Хэдли благодаря своему богатому басу первоначально добился успеха на радио, где в 1940-е годы исполнял роль Реда Райдера. Как пишет Эриксон, «хотя его имя и лицо могут быть и незнакомы, кинозрители 1940-х годов мгновенно узнавали голос Хэдли».
По словам Эриксона, в кино Хэдли играл как героев, так и бандитов. Среди прочих ролей он сыграл в качестве актёра и/или закадрового рассказчика в таких фильмах, как «Дом на 92-й улице» (1945), «Тёмный угол» (1946), «Если мне повезёт» (1946), «Капитан из Кастилии» (1947), «Идти преступным путём» (1947), «Большой дом США» (1955) и «Резня в день Святого Валентина» (1967).
В 1950-е годы Хэдли был звездой двух сериалов — «Отряд по борьбе с мошенничеством» (1951-53) и «Общественный защитник» (1954-55). Как отмечает «Нью-Йорк Таймс», «вероятно, более всего Хэдли известен по роли капитана Джона Брэддока в „Отряде по борьбе с мошенничеством“», а «Лос-Анджелес Таймс» добавляет, что «именно благодаря телевидению лицо Хэдли стало узнаваемым».

## Личная жизнь
В 1941 году Хэдли женился на Хелен Эллен Джилл, с которой прожил вплоть до своей смерти. У пары родился сын Дейл.

## Смерть
Рид Хэдли умер от инфаркта 11 декабря 1974 года в Лос-Анджелесе в возрасте 63 лет.

## Фильмография
| Год       |    | Русское название                         | Оригинальное название                     | Роль                                                               |
| --------- | -- | ---------------------------------------- | ----------------------------------------- | ------------------------------------------------------------------ |
| 1938      | ф  | Загадка голливудского стадиона           | Hollywood Stadium Mystery                 | Ральф Мортимер                                                     |
| 1938      | ф  | Беглянка                                 | Female Fugitive                           | Брюс Даннинг                                                       |
| 1938      | ф  | Великие приключения Дикого Билла Хикока  | The Great Adventures of Wild Bill Hickok  | Джим Блэйкли                                                       |
| 1938      | ф  | Дело убийства на закате                  | Sunset Murder Case                        | Оливер Хелтон                                                      |
| 1938      | ф  | Сироты на улице                          | Orphans of the Street                     | Миллер                                                             |
| 1939      | ф  | Вызов доктора Килдэра                    | Calling Dr. Kildare                       | Том Крэнделл                                                       |
| 1939      | ф  | Человек из Монреаля                      | The Man from Montreal                     | Росс Монтгомери, он же Л.Р. Роулинз                                |
| 1939      | ф  | Сражающийся легион Зорро                 | Zorro's Fighting Legion                   | Дон Диего Вега, он же Зорро                                        |
| 1939      | ф  | Сержант Мадден                           | Sergeant Madden                           | адвокат (в титрах не указан)                                       |
| 1939      | ф  | Сильнее желания                          | Stronger Than Desire                      | гость на вечеринке Флэгга (в титрах не указан)                     |
| 1939      | ф  | Мать-одиночка                            | Bachelor Mother                           | первый танцевальный партнёр Полли (в титрах не указан)             |
| 1940      | ф  | Я беру эту женщину                       | I Take This Woman                         | Боб Хэмптон                                                        |
| 1940      | ф  | Лыжный патруль                           | Ski Patrol                                | Иван Дуброски                                                      |
| 1940      | ф  | Знакомьтесь: Дикий кот                   | Meet the Wildcat                          | Бассо, подручный                                                   |
| 1940      | ф  | Банковский сыщик                         | The Bank Dick                             | Франсуа                                                            |
| 1940      | ф  | Джекпот                                  | Jack Pot                                  | Артур Джексон (в титрах не указан)                                 |
| 1940      | ф  | Авиазвено                                | Flight Command                            | помощник адмирала (в титрах не указан)                             |
| 1941      | ф  | Приключения Капитана Марвела             | Adventures of Captain Marvel              | Рахман Бар                                                         |
| 1941      | ф  | Воздушные рейдеры                        | Sky Raiders                               | Кэдденс, подручный                                                 |
| 1941      | ф  | Я буду ждать тебя                        | I'll Wait for You                         | Тони Беролли                                                       |
| 1941      | ф  | Свист в темноте                          | Whistling in the Dark                     | Бо Смит                                                            |
| 1941      | ф  | Морские рейдеры                          | Sea Raiders                               | Карл Тонджес                                                       |
| 1941      | ф  | Дорожный агент                           | Road Agent                                | Шейн, подручный                                                    |
| 1941      | ф  | Террор в Аризоне                         | Arizona Terrors                           | Джек Хэллидэй, он же Дон Педро де Берендо                          |
| 1941      | ф  | Любовь из Нового Орлеана                 | The Flame of New Orleans                  | гость на вечеринке (в титрах не указан)                            |
| 1941      | ф  | Девушка Зигфилда                         | Ziegfeld Girl                             | друг Джеффри среди публики (в титрах не указан)                    |
| 1941      | ф  | Незаконченное дело                       | Unfinished Business                       | гость на вечеринке (в титрах не указан)                            |
| 1941      | ф  | Любовное свидание                        | Appointment for Love                      | Фергюсон (в титрах не указан)                                      |
| 1941      | ф  | Посмотрите, кто смеётся                  | Look Who's Laughing                       | ведущий мероприятия (в титрах не указан)                           |
| 1942      | ф  | Тюремный блюз                            | Jail House Blues                          | Бостон                                                             |
| 1942      | ф  | Музыкальный аппарат                      | Juke Box Jenny                            | брат Уикс                                                          |
| 1942      | ф  | Тайна Мари Роже                          | Mystery of Marie Roget                    | морской офицер                                                     |
| 1942      | ф  | Звуки горна                              | The Bugle Sounds                          | судья трибунала (в титрах не указан)                               |
| 1942      | ф  | У леди проблемы                          | Lady in a Jam                             | мужчина (в титрах не указан)                                       |
| 1942      | ф  | Вперёд, путешественник                   | Now, Voyager                              | Генри Монтагю (в титрах не указан)                                 |
| 1942      | ф  | Я женился на ведьме                      | I Married a Witch                         | молодой человек (в титрах не указан)                               |
| 1943      | ф  | Дневник Гуадалканала                     | Guadalcanal Diary                         | военный корреспондент / рассказчик                                 |
| 1943      | ф  | Зимний сезон                             | Wintertime                                | закадровый радиоведущий (в титрах не указан)                       |
| 1943      | ф  | Счастливая земля                         | Happy Land                                | закадровый рассказчик (в титрах не указан)                         |
| 1944      | ф  | Роджер Туи, гангстер                     | Roger Touhy, Gangster                     | агент ФБР Бойден                                                   |
| 1944      | ф  | На одном крыле и молитве                 | Wing and a Prayer                         | командор О’Доннелл                                                 |
| 1944      | ф  | Остров радуги                            | Rainbow Island                            | верховный жрец Кахуна                                              |
| 1944      | ф  | Тем временем, дорогая                    | In the Meantime, Darling                  | майор Филлипс                                                      |
| 1944      | ф  | Баффало Билл                             | Buffalo Bill                              | закадровый рассказчик (в титрах не указан)                         |
| 1944      | ф  | Девушка с обложки                        | Pin Up Girl                               | закадровый радиоведущий (в титрах не указан)                       |
| 1944      | ф  | Канун Святого Марка                      | The Eve of St. Mark                       | закадровый радиоведущий (в титрах не указан)                       |
| 1944      | ф  | Дом в Индиане                            | Home in Indiana                           | рассказчик в первой сцене (в титрах не указан)                     |
| 1944      | ф  | Уилсон                                   | Wilson                                    | служащий Белого дома (в титрах не указан)                          |
| 1945      | ф  | Косвенные улики                          | Circumstantial Evidence                   | обвинитель                                                         |
| 1945      | ф  | Колокол Адано                            | A Bell for Adano                          | коммандер Робертсон                                                |
| 1945      | ф  | Бог ей судья                             | Leave Her to Heaven                       | доктор Мейсон                                                      |
| 1945      | ф  | Куколка                                  | Doll Face                                 | Фло Хартман                                                        |
| 1945      | ф  | Карибская тайна                          | The Caribbean Mystery                     | доктор Рене Марсель                                                |
| 1945      | ф  | Бриллиантовая подкова                    | Diamond Horseshoe                         | интерн (в титрах не указан)                                        |
| 1945      | ф  | Дон Хуан Куиллиган                       | Don Juan Quilligan                        | диктор, сообщающий о нападении на Пёрл-Харбор (в титрах не указан) |
| 1945      | ф  | Капитан Эдди                             | Captain Eddie                             | диктор новостей (в титрах не указан)                               |
| 1945      | ф  | Дом на 92-й улице                        | The House on 92nd Street                  | закадровый рассказчик (в титрах не указан)                         |
| 1946      | ф  | Шок                                      | Shock                                     | окружной прокурор О’Нил                                            |
| 1946      | ф  | Тёмный угол                              | The Dark Corner                           | лейтенант полиции Фрэнк Ривз                                       |
| 1946      | ф  | Это не должно было случиться с собакой   | It Shouldn't Happen to a Dog              | Майк Валентайн                                                     |
| 1946      | ф  | Если мне повезёт                         | If I'm Lucky                              | Джед Конклин, менеджер кампании Магоннгла                          |
| 1946      | ф  | На краю лезвия                           | The Razor's Edge                          | официант на вечеринке (в титрах не указан)                         |
| 1946      | ф  | Улица Мадлен, 13                         | 13 Rue Madeleine                          | закадровый рассказчик (в титрах не указан)                         |
| 1947      | ф  | Луизиана                                 | Louisiana                                 |                                                                    |
| 1947      | ф  | Невероятный техасец                      | The Fabulous Texan                        | Джессап                                                            |
| 1947      | ф  | Агенты казначейства                      | T-Men                                     | закадровый рассказчик (в титрах не указан)                         |
| 1947      | ф  | Бумеранг!                                | Boomerang!                                | закадровый рассказчик (в титрах не указан)                         |
| 1947      | ф  | Кровавые деньги                          | The Brasher Doubloon                      | доктор Мосс (в титрах не указан)                                   |
| 1947      | ф  | Капитан из Кастильи                      | Captain from Castile                      | Хуан Эскудеро (в титрах не указан)                                 |
| 1948      | ф  | Выступ                                   | Panhandle                                 | Мэтт Гарсон                                                        |
| 1948      | ф  | Человек из Техаса                        | The Man from Texas                        | маршал Грегг                                                       |
| 1948      | ф  | Кэньон-Сити                              | Canon City                                | закадровый рассказчик                                              |
| 1948      | ф  | Южный янки                               | A Southern Yankee                         | Фред Манси                                                         |
| 1948      | ф  | Возвращение пожара                       | The Return of Wildfire                    | Марти Куинн                                                        |
| 1948      | ф  | Идти преступным путём                    | Walk a Crooked Mile                       | закадровый рассказчик                                              |
| 1948      | ф  | Последняя из диких лошадей               | Last of the Wild Horses                   | Райли Морган                                                       |
| 1948      | ф  | Железный занавес                         | The Iron Curtain                          | закадровый рассказчик (в титрах не указан)                         |
| 1948      | ф  | Богиня из джунглей                       | Jungle Goddess                            | закадровый радиодиктор (в титрах не указан)                        |
| 1948      | ф  | Он бродил по ночам                       | He Walked by Night                        | закадровый рассказчик (в титрах не указан)                         |
| 1949      | ф  | Я застрелил Джесси Джеймса               | I Shot Jesse James                        | Джесси Джеймс                                                      |
| 1949      | ф  | Патрон бокового боя                      | Rimfire                                   | парень из Эйбилина                                                 |
| 1949      | ф  | Гранд-Каньон                             | Grand Canyon                              | Митч Беннетт                                                       |
| 1949      | ф  | Вождь апачей                             | Apache Chief                              | закадровый рассказчик (в титрах не указан)                         |
| 1949      | ф  | Красная пустыня                          | Red Desert                                | закадровый рассказчик (в титрах не указан)                         |
| 1950      | ф  | Всадники на просторе                     | Riders of the Range                       | Клинто Барроуз                                                     |
| 1950      | ф  | Аризонский барон                         | The Baron of Arizona                      | Грифф                                                              |
| 1950      | ф  | Моторизованный патруль                   | Motor Patrol                              | детектив Роберт Флинн                                              |
| 1950      | ф  | Современный брак                         | A Modern Marriage                         | доктор Дональд Эндрюс                                              |
| 1950      | ф  | Возвращение Джесси Джеймса               | The Return of Jesse James                 | Фрэнк Джеймс                                                       |
| 1950      | ф  | Даллас                                   | Dallas                                    | Дикий Билл Хикок                                                   |
| 1950      | ф  | Убийца, запугавший Нью-Йорк              | The Killer That Stalked New York          | закадровый рассказчик (в титрах не указан)                         |
| 1951      | ф  | Страховой следователь                    | Insurance Investigator                    | Чак Мэлоун                                                         |
| 1951      | ф  | Маленький большой рог                    | Little Big Horn                           | старший сержант Питер Грирсон                                      |
| 1951      | ф  | Далёкая синяя высь                       | The Wild Blue Yonder                      | командующий (в титрах не указан)                                   |
| 1951—1953 | с  | Отряд по борьбе с мошенничеством         | Racket Squad                              | капитан Джон Брэддок, 98 эпизодов                                  |
| 1952      | ф  | Полукровка                               | The Half-Breed                            | Фрэнк Кроуфорд                                                     |
| 1953      | ф  | Канзас Пасифик                           | Kansas Pacific                            | Билл Куонтрилл                                                     |
| 1953      | ф  | Женщина, которую почти линчевали         | Woman They Almost Lynched                 | Биттеррут Билл Мэрис                                               |
| 1954      | ф  | Облава на шоссе                          | Highway Dragnet                           | детектив, лейтенант Джо Уайт Игл                                   |
| 1954      | с  | Приключения Оззи и Харриет               | The Adventures of Ozzie and Harriet       | 1 эпизод                                                           |
| 1954—1955 | с  | Общественный защитник                    | Public Defender                           | Барт Мэтьюз, 71 эпизод                                             |
| 1955      | ф  | Большой дом США                          | Big House, U.S.A.                         | специальный агент ФБР Джеймс Мэдден                                |
| 1956      | ф  | Бандитская корпорация                    | Mobs, Inc.                                | капитан Джон Брэддок                                               |
| 1956      | с  | Перекрёстки                              | Crossroads                                | 1 эпизод                                                           |
| 1958      | с  | Шоу Рэда Скелтона                        | The Red Skelton Show                      | 2 эпизода                                                          |
| 1958      | с  | Караван повозок                          | Wagon Train                               | 1 эпизод                                                           |
| 1958      | с  | Бэт Мастерсон                            | Bat Masterson                             | 1 эпизод                                                           |
| 1958—1959 | с  | Беспокойное оружие                       | The Restless Gun                          | 2 эпизода                                                          |
| 1959      | с  | Сыромятная плеть                         | Rawhide                                   | 1 эпизод                                                           |
| 1959—1960 | с  | Техасец                                  | The Texan                                 | 4 эпизода                                                          |
| 1960      | с  | Натянутый канат                          | Tightrope                                 | 1 эпизод                                                           |
| 1961      | ф  | Всей работы на одну ночь                 | All in a Night's Work                     | генерал Петтифорд (в титрах не указан)                             |
| 1961      | с  | Морская охота                            | Sea Hunt                                  | 1 эпизод                                                           |
| 1963      | ф  | Перестрелка у ручья Команчи              | Gunfight at Comanche Creek                | закадровый рассказчик (в титрах не указан)                         |
| 1964      | ф  | Проклятый доктор Моро                    | Moro Witch Doctor                         | Роберт Коллинз                                                     |
| 1964      | с  | Перри Мейсон                             | Perry Mason                               | 1 эпизод                                                           |
| 1965      | ф  | Молодой Диллинджер                       | Young Dillinger                           | федеральный агент Паркер                                           |
| 1967      | ф  | Резня в День святого Валентина           | The St. Valentine's Day Massacre          | Хайми Вайсс                                                        |
| 1967      | с  | Кастер                                   | Custer                                    | 1 эпизод                                                           |
| 1967      | с  | Хондо                                    | Hondo                                     | 1 эпизод                                                           |
| 1969      | ф  | Сказочные ублюдки из Чикаго              | The Fabulous Bastard from Chicago         | закадровый рассказчик                                              |
| 1969      | с  | Зеленые просторы                         | Green Acres                               | 1 эпизод                                                           |
| 1971      | ф  | Кровавый мозг                            | Brain of Blood                            | Амир                                                               |
| 1971      | тф | Люди в кризисе: История Харви Уоллингера | Men of Crisis: The Harvey Wallinger Story | закадровый рассказчик                                              |